# المحاصيل والأغذية المعدلة وراثيا
المحاصيل والأغذية المعدلة وراثيًا: التكنولوجيا الحيوية في الزراعة والسلسلة الغذائية هي مجلة علمية ربع سنوية يراجعها الأقران وتغطي التكنولوجيا الحيوية الزراعية والغذائية. تأسست في عام 2010 باسم المحاصيل المعدلة وراثيا، وحصلت على اسمها الحالي في عام 2012. تم نشره من قبل تايلور وفرانسيس (دار نشر أمريكية تصدر عنها عده مجلات ذات معاملات تأثير مختلفه تحددها قاعده البيانات العالميه web of science)ورؤساء التحرير هم نجلاء عبد الله (جامعة القاهرة) وشاناباتنا س. براكاش (جامعة توسكيجي). وفقًا لتقارير الاستشهاد بالمجلة،فإن تأثير المجلة لعام 2017 يبلغ 2.913.

## روابط خارجية
- الموقع الرسمي